# Tortula chrysopila
Tortula chrysopila är en bladmossart som beskrevs av Jean Édouard Gabriel Narcisse Paris 1906. Tortula chrysopila ingår i släktet tussmossor, och familjen Pottiaceae. Inga underarter finns listade i Catalogue of Life.